# Long Marston (Hertfordshire)
Long Marston è un paese della contea dell'Hertfordshire, in Inghilterra.